# Бахмацька школа
Бахмацька школа — літературний осередок, що виник у Бахмачі на Чернігівщині на основі естетико-філософської робітні «ДАК». Твори авторів «Бахмацької школи» були представлені часописом «Сучасність» (10'93).
На думку Володимира Єшкілєва, твори «Бахмацької школи» стилістично належать до неомодерного дискурсу і просякнуті ніцшеанським антикультурним пафосом.

## Представники
До Бахмацької школи входять такі письменники як:
- Кость Москалець,
- Володимир Кашка,
- Микола Туз,
- Андрій Деркач.

## Джерело
- Мала українська енциклопедія актуальної літератури, Плерома, 3, проєкт Повернення деміургів — Івано-Франківськ: Лілея-НВ, 1998. — с. 31.